# Marcello Durazzo (Kardinal)

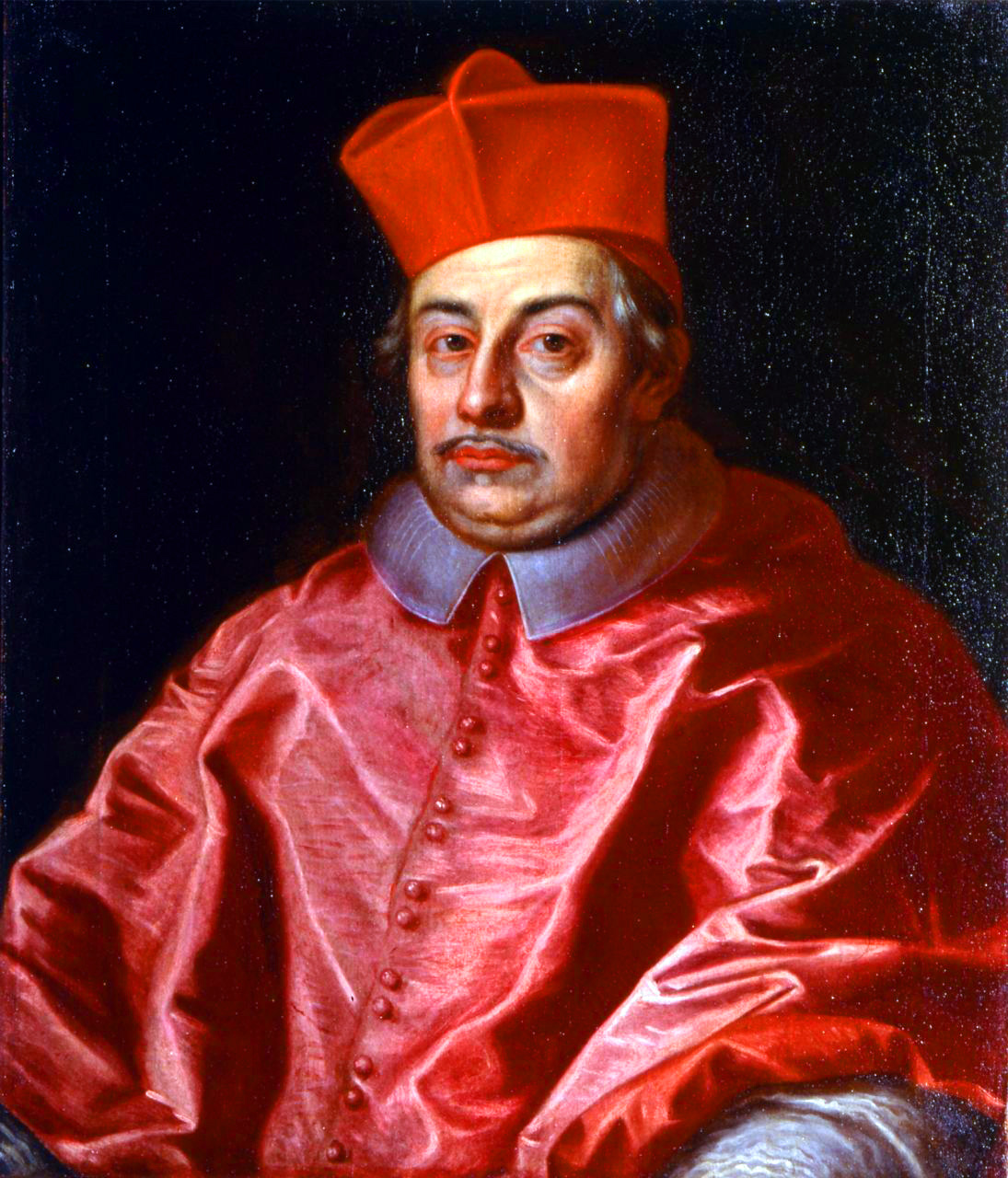
Marcello Kardinal Durazzo (Porträt von Giovanni Maria Morandi, nach 1686)

Kardinalswappen (modernes Schema)

Marcello Durazzo (* 6. März 1633 in Genua; † 27. April 1710 in Faenza) war ein italienischer Kardinal und Erzbischof.

## Biografie
Marcello Durazzo wurde 1633 in Genua geboren und stammte aus einer adeligen Familie der Genuesischen Republik, die viele prominente Persönlichkeiten in ihren Reihen zählte, allen voran sein Vater, Cesare Durazzo, der Dogen von Genua war und Giovanna Cervetto geheiratet hatte. Er war auch der Neffe von Kardinal Stefano Durazzo.
Mit der Absicht, eine kirchliche Laufbahn einzuschlagen, schrieb er sich an der Universität Perugia ein, wo er in utroque iure promovierte.
Danach wurde er ab 31. Januar 1660 zum Apostolischen Protonotar ernannt und war von 1662 bis 1663 Gouverneur von Rimini. Im Jahr 1663 war er Gouverneur von Fano und zwischen 1664 und 1666 Vizelegat in Bologna. Es folgten von 30. September 1666 bis 1668 Gouverneur von Ancona, danach vom 18. April bis November 1668 Gouverneur der Provinzen Campagna und Marittima. Am 14. Dezember 1668 wurde er schließlich zum Gouverneur von Viterbo ernannt und ging dann vom 18. Juli 1670 bis zum 4. Mai 1671 in das Gouvernorat von Perugia über. Er wurde 1671 zum Referendar am Gerichtshof der Apostolischen Signatur ernannt und erhielt erst dann die Priesterweihe.
Am 4. Mai 1671 wurde er zum Titularerzbischof von Chalkedon gewählt. Vom 17. Juni desselben Jahres bis 1672 war er Apostolischer Nuntius im Herzogtum Savoyen, bis er am 28. Juni zum Assistenten des päpstlichen Throns ernannt wurde. Ab 1672 Apostolischer Visitator und Gouverneur in Loreto und am 19. August 1672 wurde er Vize-Legat in Avignon. Am 12. April 1673 wurde er als Apostolischer Nuntius nach Portugal berufen und ging am 5. Mai 1685 in die Nuntiatur im Königreich Spanien über.
Am 2. September 1686 wurde Marcello Durazzo im Konsistorium von Papst Innozenz XI. zum Kardinal erhoben und in die Klasse der Kardinalpriester aufgenommen sowie am 2. September 1686 zum Kommendatarabt von Malignano (Cremona) ernannt. Vom Titular zum ordentlichen Erzbischof am Sitz von Carpentras versetzt, wurde er am 10. November 1687 Graf des Comtat Venaissin mit dem persönlichen Titel eines Erzbischofs.
Er nahm nicht am Konklave von 1689 teil, in dem Papst Alexander VIII. gewählt wurde, und erhielt erst später, am 14. November 1689, den Kardinalshut und die Titelkirche Santa Prisca. Am 27. November 1690 wurde er erneut an den Bischofssitz von Ferrara versetzt, behielt aber den persönlichen Titel eines Erzbischofs bei. Er nahm am Konklave von 1691 teil, das Innozenz XII. zum Pontifex wählte, und wurde dann ab 27. August 1691 mit seinen pastoralen Aufgaben, wiederum mit dem persönlichen Titel eines Erzbischofs, an den Sitz von Spoleto versetzt.
Ab 28. September 1693 erfolgte die Ernennung zum Legaten in Bologna, trat er am 7. Februar 1695 aus der Regentschaft der Diözese Spoleto aus und wechselte am 11. November 1697 auf den Bischofssitz von Faenza, wobei er den Titel eines Erzbischofs behielt.
Nach der Teilnahme am Konklave von 1700, in dem Papst Clemens XI. zum Papst gewählt wurde, entschied er sich am 21. Februar 1701 für die Titelkirche des San Pietro in Vincoli, wurde später am 6. Juni 1701 Legat in der Romagna und blieb bis 1706 im Amt.
Marcello Durazzo starb am 27. April 1710 um 17.00 Uhr in seinem bischöflichen Palast in Faenza, während sein Leichnam anschließend der öffentlichen Verehrung ausgesetzt und in der Kathedrale der Stadt beigesetzt wurde.